# Bradley Nkoana
Bradley Nkoana, född 27 januari 2005 i Johannesburg, är en sydafrikansk friidrottare som tävlar i kortdistanslöpning.

## Karriär
Bradley Nkoana ingick i det sydafrikanska stafettlag på 4 x 100 meter som tog silver vid OS 2024.